# マリア・トリニダー・サンチェス州
マリア・トリニダー・サンチェス州 (マリア・トリニダー・サンチェスしゅう、スペイン語：María Trinidad Sánchez / スペイン語発音: [maˈɾi.a tɾiniˈðað ˈsantʃes])は、ドミニカ共和国北部の州。
2017年の人口は14万1284人。
州都はナグア。

## 歴史
1959年9月、サマナ州から「フリア・モリナ州」として独立した。
1961年11月、現在の「マリア・トリニダー・サンチェス州」に改名した。
マリア・トリニダー・サンチェスは、1844年～1856年のドミニカ独立戦争を戦った女性兵士で、併合主義者のペドロ・サンタナ大統領に投獄・処刑された初の女性でもある。

## 隣接州
- 北：大西洋
- 東：サマナ州
- 南：ドゥアルテ州
- 西：エスパイジャト州

## 行政区画
- エル・ファクトル（英語版）
- カブレラ（英語版）
- ナグア（英語版）：州都
- リオ・サンフアン（英語版）